# 櫻井優輝
櫻井 優輝（さくらい ゆうき、2008年4月29日 - ）は、日本の俳優。劇団ひまわり所属。

## 出演

### テレビドラマ
- 神の舌を持つ男（2016年、蘭丸）

### CM
- マルコメ「料亭の味」CMシリーズ「料亭の味 液みそ 上京篇」（2016年）[2]

### 舞台
- 変わり咲きジュリアン（2018年8月22日～26日、あうるすぽっと）[3]
- トリッパー遊園地（2019年、松竹） [4]

### テレビアニメ
- 美男高校地球防衛部LOVE!LOVE!（2016年、園児3[5]）
- ボールルームへようこそ（2017年、富士田多々良〈幼少期〉[6]）
- 刻刻（2018年、佐河の友人〈少年〉）
- 美男高校地球防衛部HAPPY KISS!（2018年、指宿阿多役〈幼少期〉[7]）
- 東京喰種トーキョーグール:re（2018年、カネキ〈少年〉）
- RE-MAIN（2021年、百崎陸〈少年〉）

### 劇場アニメ
- さよならの朝に約束の花をかざろう（2018年、エリアル〈幼少期〉[8]）
- 海辺のエトランゼ（2020年、橋本駿〈幼少期〉[9]）
- 窓ぎわのトットちゃん（2023年、悪ガキ）

### ラジオドラマ
- NHK青春アトベンチャー（NHK-FM）
  - 「斜陽の国のルスダン」（2017年8月、ディミトリ(幼少期)）[10]
  - 「夢胡蝶～羽州ぼろ鳶組」（2022年9月、矢吉）[11]
  - 「玉麒麟　羽州ぼろ鳶組」（2023年6月　3話・奉公人　6話・藍助）[12]
  - 『襲大鳳　羽州ぼろ鳶組」（2024年3月～4月）[13]
- NHK特集オーディオドラマ「春麻呂の夢」（2018年1月、NHK-FM）[14]
- FMシアター（NHK-FM）
  - 通い猫アルフィーの奇跡（2018年1月、アレクセイ）[15]
  - 戦争の歌がきこえる（2021年2月6日、少年リー）[16]
  - コンクリートの夢（2021年12月4日、東京の同級生・バスケ部員）[17]

### 吹き替え
- GODZILLA ゴジラ（2014年7月、サム）[1]
- ピートと秘密の友達（2016年10月）[18]
- シカゴ・メッド（2017年、AXN）-パーカー役[19]
- アクアマン（2019年2月、9歳のアーサー・カリー）[20]
- クロース（2019年、Netflix）[21]
- ロスト・マネー 偽りの報酬（2020年1月、ハビー）[22]
- マイティ・エクスプレス（2020年、Netflix）-　ブロック役[23]
- 愛しのホロ（2020年、Netflix）[24]
- オハナ（2021年、Netflix）-　キャスパー役[25]
- フローラとユリシーズ（2021年、Netflix）-　ウィリアム役[26]
- 瞳の奥に（2021年、Netflix）-   アダム役[27]
- アニメ「オバケの町」（2021年、Netflix）- ジョーダン役[28]
- ワッフルとモチ（2021年、Netflix）[29]
- ステップ～最高の一歩～Best Foot Forword（2022年、Apple TV+）- 生徒 役[30]
- アンバー・ブラウン（2022年、Apple TV+）- ジャスティン 役[31]
- デッドプール&ウルヴァリン（2024年）[32]
- アドレセンス (トミー〈ルイス・ペンバートン〉)

### その他
- バカリ＆秋山の『しんどい家に生まれました!!』～今なら笑えるトンデモ人生～（2020年、テレビ東京系列） - 相田一人役　[33]
- 東京都教育庁「教育データ利活用広報映像」（2023年7月）[34]